# Sheraton Miramar

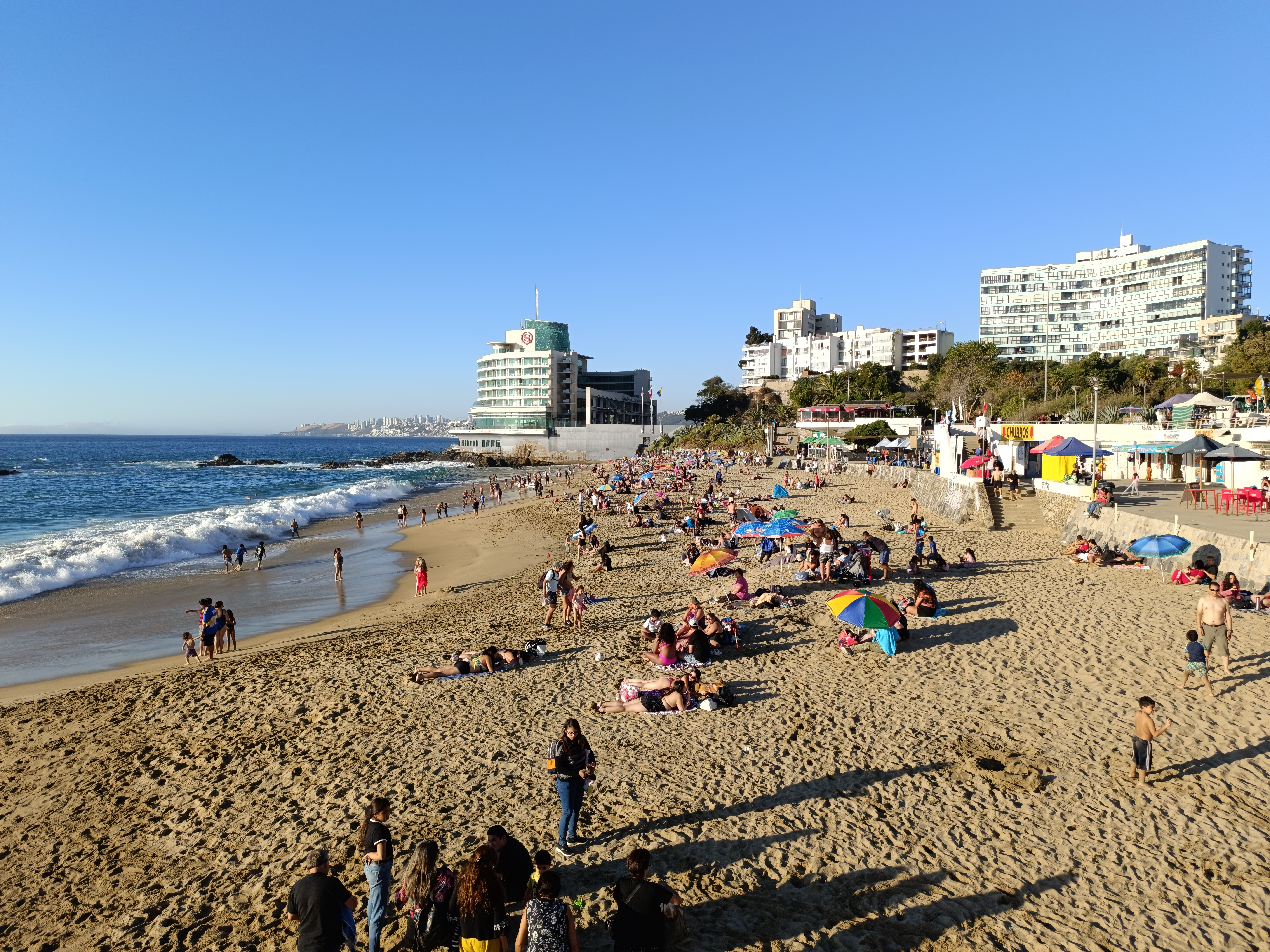
Playa Caleta Abarca y hotel Sheraton Miramar en el borde costero.

El Sheraton Miramar Hotel & Convention Center es un hotel perteneciente a la cadena Sheraton Hotels & Resorts de Starwood, catalogado de 5 estrellas, ubicado en el borde costero de Viña del Mar, región de Valparaíso,  Chile, específicamente en avenida La Marina, a pasos del Reloj de flores y a un costado de Caleta Abarca.
Con 8 pisos y 142 habitaciones, el hotel cuenta con dos piscinas (una exterior y una interior), recorrido turístico, servicios médicos, de habitación y conserjería, 329 estacionamientos, gimnasio y spa. Además posee 10 espacios para eventos, cada uno con espacio para 1200 invitados y la reconocida suite presidencial.

## Historia
El Hotel Miramar se gestó en el año 1937, como parte de un plan para el mejoramiento del borde costero de Viña del Mar, en el sector de la avenida La Marina. Su construcción, cuyo proyecto ganador fue el de los arquitectos Aquiles Langdoff y Manuel Valenzuela, se inició en el año 1942 y terminó en el año 1945.
De este hotel, remodelado en 1979, sólo se conserva la piscina con agua de mar y las líneas curvas que lo hacían particular, además del uso de una ubicación estratégica de la ciudad de Viña del Mar. Esta estructura fue desmantelada en 1998, pero tras una fallida licitación con la cadena de Hoteles Hilton, entre otras firmas, fue demolido en 2004 una vez que se lo adjudicó la firma concesionaria Penta, para dar paso a la construcción del nuevo hotel inaugurado en diciembre de 2005.
El edificio significó una inversión que bordeó los US$ 30 millones. Su arquitectura tiene reminiscencias de Art decó del antiguo Miramar, como el edificio circular y conceptos modernistas, como el atrio cónico, el muro cortina y la mezcla de vidrio y aluminio. Parte del mobiliario se trajo de Brasil e Italia y los muebles especiales se hicieron en Chile.